# Marie-France Castarède
Marie-France Castarède, née en 1940, est psychologue, professeure d'université honoraire en psychopathologie clinique et psychanalyste, membre honoraire de la Société psychanalytique de Paris. Ses recherches portent principalement sur l'approche de la voix, dans une perspective psychanalytique.

## Parcours universitaire et d'enseignement
Marie-France Castarède a une formation de psychologue clinicienne. Elle réalise en 1977 une thèse de 3e cycle en psychologie intitulée Les adolescents d'aujourd'hui. Aspects de la psycho-sexualité adolescente en 1976, dirigée par Colette Chiland à l'université Paris 5 René Descartes, et devient maître de conférences en psychologie clinique dans cette même université. Elle soutient en 1984 une thèse d’État intitulée La voix : ses implications psychologiques, sous la direction de Didier Anzieu à l'université Paris X - Nanterre et devient professeure de psychopathologie à l'université de Franche-Comté.
Elle est psychanalyste, membre honoraire de la Société psychanalytique de Paris.

## Orientation des recherches et activités éditoriales
Elle mène des recherches en lien avec la voix et le chant, s'intéressant notamment, en lien avec les théorisations du psychanalyste Didier Anzieu, à la voix maternelle, l'enveloppe vocale maternelle, les interactions sonores mère-bébé, mais aussi à la « voix du père ». Elle a aussi étudié le rapport de Marcel Proust à la musique, et les éléments liés à la pratique chorale, et notamment au chœur de l'Orchestre de Paris qu'elle avait rejoint en 1976.
Elle édite ou collabore à des ouvrages de psychologie clinique, notamment un manuel, Introduction à la psychologie clinique (2003) ou encore une étude sur l'entretien clinique à visée de recherche (1985), puis elle privilégie des publications en lien avec ses recherches sur la voix : Le Miroir sonore (1989), La Voix et ses sortilèges (2004). 
Elle coordonne en novembre 2003, avec Gabrielle Konopczynski, un colloque pluridisciplinaire intitulé La voix dans tous ses états.
En 2015, elle publie avec Samuel Dock Le nouveau choc des générations, relecture contemporaine des travaux de Margaret Mead.

## Publications

### Ouvrages
- Le Miroir sonore, Lyon, Césura, 1989  (ISBN 978-2905709219).
- L'Enfance retrouvée. Une vie en psychanalyse, Paris, Flammarion, 1992  (ISBN 978-2080664686).
- Les Vocalises de la passion. Psychanalyse de l'opéra, préface de Serge Lebovici, Paris, Armand Colin, 2001.
- Introduction à la psychologie clinique, Paris, Belin, 2003  (ISBN 978-2701132242).
- La Voix et ses sortilèges, préface de Didier Anzieu, Paris, Les Belles Lettres, 2004.
- (Co-direction) Au commencement était la voix, avec Gabrielle Konopczynski, préface d'André Green, Toulouse, Erès, coll. « La vie de l'enfant », 2005, (ISBN 9782749205311).
- (Direction) L'image et la pensée, Toulouse, Erès, coll. « Le Carnet Psy », 2011  (ISBN 9782749214696).
- La Musique et le chant à l'adolescence, L'art et le soin, Bruxelles, De Boeck, 2011.
- Chantons en chœur, essai sur la fraternité des chœurs, préface de Carlo Maria Giulini, Paris, Les Belles Lettres, 2012.
- Le Nouveau choc des générations, avec Samuel Dock, Paris, Plon, 2015.
- Le Nouveau malaise dans la civilisation, avec Samuel Dock, Paris, Plon, 2017  (ISBN 978-2259251396).

### Articles et chapitres d'ouvrages
- L'Entretien clinique à visée de recherche, p. 118-145, in Colette Chiland (dir.), L'Entretien clinique, Paris, PUF, coll. « Le Psychologue », 1985  (ISBN 9782130387565).
- La Scène du baiser, Proust et Wagner, Revue française de psychanalyse, no 63, 1999, p. 551-562, lire en ligne sur Gallica [lire en ligne].
- Les Notes d'or de sa voix tendre, oralité et chant, Revue française de psychanalyse no 65, 2001
- L’écoute créative, Revue française de psychanalyse, p. 739-745, 2007/3, vol. 71, [lire en ligne].
- Métapsychologie de la voix, Champs psy, no 48, 2007/4 [lire en ligne].
- La Voix du père, p. 145-156, in Dominique Cupa (dir.) Image du Père dans la culture contemporaine. Hommages à André Green, Paris, PUF, 2008  (ISBN 978-2-13-056580-2).
- Le rythme et la voix, Champs psy, 2009/2 no 54, p. 27-34 [lire en ligne].
- La musique et le chant à l’adolescence. L’adolescence et le sonore, p. 129-134, in Patricia Attigui (dir.), L'art et le soin, Bruxelles, De Boeck, 2011.
- Tristan et Isolde ou le paradigme de la passion amoureuse, Topique, 2014/3, no 128, p. 87-95.